# Мюнхенский сецессион
Мюнхенский сецессион (нем. Münchener Secession) — объединение мюнхенских художников конца XIX века, отделившихся в 1892 году от господствующей в то время Мюнхенской ассоциации художников. С создания Мюнхенского сецессиона началась история возникновения прогрессивных художественных групп — сецессионов — на территории Австрии и Германии, отвергавших консервативное официальное искусство.

## Создание
Мюнхенский сецессион был основан 4 апреля 1892 года девяносто шестью художниками, которые покинули объединение художников Аллотрия и основали Мюнхенскую Ассоциацию изобразительных искусств. Первым Президентом сецессиона был избран Бруно Пигльхайн, первым Секретарем был назначен Пауль Хёккер. Впоследствии название было изменено на Мюнхенский сецессион, которое придумал немецкий публицист, основатель иллюстрированного сатирического журнала «Jugend» и один из покровителей объединения Георг Хирт и в котором, по его словам, выражался «дух» искусства того времени.
Идеи объединения, направленные на поддержку свободы на арт-сцене, находили сочувствие среди населения и огласку прессы. Само слово сецессион стало символом свободы от господствующих настроений в искусстве и культурной революции.

Герман Уде-Бернайс, историк-искусствовед:

 Это противоборство касалось нового искусства, новой драмы, новой оперы, новых концертов в новых залах, омоложения всех учебных заведений, новой, свежей жизни…Оригинальный текст (нем.)Der Streit ging um eine neue Kunst, ein neues Schauspiel, eine neue Oper, neue Konzerte in neu gebauten Sälen, um die Verjüngung aller Lehranstalten, um ein neues, frisches Leben...
Первые выставки сецессиона были проведены во Франкфурте и в Берлине. При поддержке Георга Хирта и других покровителей 16 июля 1893 г. в Мюнхене удалось провести первую международную выставку сецессиона в специально построенном выставочном здании на Принцрегентенштрассе и углу Пилотиштрассе. На первую выставку пришло более 4000 посетителей, 297 художников выставили более 876 работ. Среди выдающихся художников сецессиона были Фриц фон Уде, Франц фон Штук, Альберт фон Келлер, Людвиг Диль и др.
Спустя какое-то время аналогичные объединения начали появляться в Дармштадте, Дрездене, Вене, Берлине, чуть позже эта волна захлестнула Америку и Японию. Мюнхен стал центром современного искусства, в который приезжали искать вдохновение такие художники как Пабло Пикассо, Василий Кандинский, Анри Матисс, Пауль Клее и др. Мюнхенский сецессион оказал большое влияние на развитие искусства модернизма: сецессионные художники работали над журналами «Simplicissimus» и «Jugend», опубликованными в Мюнхене, ученики художников Мюнхенского сецессиона впоследствии оказали заметное влияние на искусство XX века и развитие таких стилей как фовизм, кубизм, абстракционизм.

## Члены-основатели Мюнхенского сецессиона
- Бруно Пигльхайн, первый Президент общества
- Пауль Хёккер, первый Секретарь общества
- Гуго фон Габерман, второй Президент общества
- Роберт Пётцельбергер[англ.]*, второй Секретарь общества
- Бернхард Буттерзак[англ.]
- Людвиг Диль
- Фриц фон Уде
- Франц фон Штук
- Альберт фон Келлер
- Готхард Кюль
- Генрих фон Цюгель